# Nygård, Vänersborgs kommun

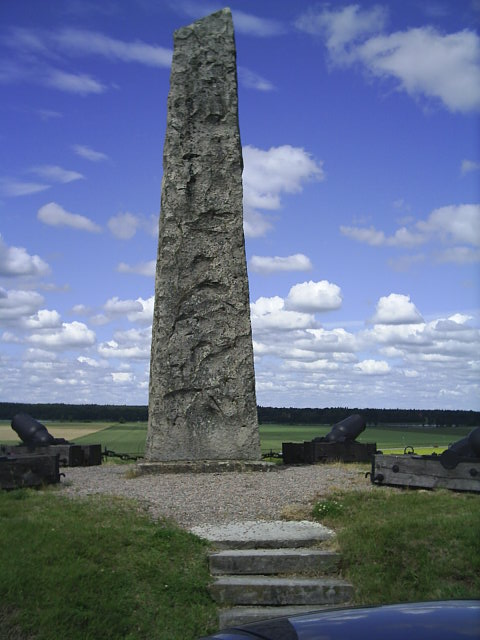
Torstensonmonumentet

Nygård är en herrgård i Västra Tunhems socken i Vänersborgs kommun.
Nygård ligger vid foten av Hunneberg. 
Gården tillhörde på 1500-talet Forstenasläkten, på 1600- och 1700-talen släkterna Kafle, Ulfsparre och Svinhufvud. 1779-1847 ägdes det av släkten Bagge, 1847-1879 av översten friherre Nils Ericson och hans son och från 1879 släkten Koch. 
Nygårds gods ägs sedan 2001 av familjen Blennermark efter att under 1900-talet ha genomgått flera ägarskiften.
Huvudbyggnaden är av sten i två våningar med suterräng, uppförd 1800 av Peter Bagge, som även lät anlägga den så kallade Baggerska begravningsplatsen för familjen i anslutning till säteriet. Huvudbyggnaden påbyggdes under 1850-talet. På Nygårds mark finns vidare en minnessten över fältherren Lennart Torstenson som föddes på granngården Forstena.